# Чугунков, Иван Ильич
Иван Ильич Чугунков (28 июня 1899 — 4 апреля  1981) — советский военачальник, в годы Великой Отечественной войны командир 54-й гвардейской танковой бригады, после войны начальник Орловского ордена Ленина Краснознамённого танкового училища имени М. В. Фрунзе. Генерал-майор танковых войск (11.05.1949).

## Биография

### Начальная биография
Родился 28 июня 1899 года в селе Ржавец (ныне [[Шацкий район (Рязанская область)|Шацкий район, Рязанская область). Русский. Член ВКП(б) с 1929 года.
Окончил 51-е Харьковские командные курсы (1922), Высшие топографические курсы усовершенствования командного состава (ТПКУКС, 1935), Харьковское (вечернее) отделение ВА РККА им. Фрунзе (1941), АКУОС при ВА БТВ.

### Военная служба
С февраля 1919 по июнь 1920 года в РККА красноармеец на Южном фронте Гражданской войны.
С июня 1920 по август 1922 года курсант 51-х Харьковских командных курсов, Харьковский ВО (с апреля 1922 года — Украинский ВО (Харьков).
С сентября 1922 по август 1925 года младший командир, командир взвода, помощник командира роты, временно исполняющий должность командира роты в составе 51-го стрелкового полка 17-й стрелковой дивизии (Московский ВО, Владимир). С сентября 1925 по август 1928 года помощник командира роты — курсант Рязанской пехотной школы имени К. Е. Ворошилова (Московский ВО, г. Рязань).
С октября 1928 по сентябрь 1930 года командир взвода полковой школы в составе 5-го Туркестанского полка 2-й Туркестанской стрелковой дивизии, Средне-Азиатский ВО. В период с сентября 1930 по май 1932 года курсовой командир, помощник командира роты в составе Объединённой Средне-Азиатской военной школы (ОСАВШ) имени В. И. Ленина (г. Ташкент) (с 5 ноября 1931 года данная военная школа стала наименоваться „Объединённая Среднеазиатская Краснознаменная военная школа имени В. И. Ленина”).
С июня 1932 по январь 1934 года слушатель, командир — руководитель тактики Московских курсов усовершенствования командного состава (мотомеханизированных войск) имени Коминтерна (МКУКС) (Москва). С января по ноябрь 1934 года командир–руководитель тактики Горьковской бронетанковой школы имени И. В. Сталина (Московский ВО, Горький).
С декабря 1934 по июнь 1935 года слушатель Высших топографических курсов усовершенствования командного состава (ТПКУКС), (Ленинградский ВО, Ленинград).
С июля 1935 по февраль 1941 года командир–руководитель тактики, командир курсантской роты, командир курсантского батальона (капитан с 21 декабря 1937) в Горьковском бронетанковом училище имени И. В. Сталина (в 1938 году передислоцировано в Харьков и переименовано в Харьковское БТУ).
28 марта 1939 года присвоено звание майора. В 1939—1941 годах слушатель (без отрыва от места службы) Харьковского вечернего отделения Военной академии РККА имени М. В. Фрунзе. С 20 февраля 1940 года подполковник. С февраля по июль 1941 года помощник начальника 1-го Харьковского бронетанкового училища имени И. В. Сталина по учебно-строевой части, заместитель начальника училища.

#### Великая Отечественная война
С июля 1941 по ноябрь 1943 года начальник 2-го Харьковского танкового училища (САВО, Самарканд, (Узбекская ССР). Полковник с 9 января 1943 года.
С ноября 1943 по апрель 1944 года слушатель Академических курсов усовершенствования офицерского состава при Военной академии бронетанковых и механизированных войск (Москва).
С апреля по июль 1944 года находился в распоряжении штаба 1-го Украинского фронта. Со 2 июля по 6 сентября 1944 года командир 51-й гвардейской танковой бригады. С 6 сентября 1944 по 8 июля 1945 года командир 54-й гвардейской танковой бригады.

#### Послевоенная карьера
В период с начала июля по сентябрь 1945 года занимал должность командира 54-го гвардейского танкового полка Группы советских оккупационных войск в Германии.
С сентября 1945 по сентябрь 1946 года командир 7-й гвардейской танковой дивизии 3-й гвардейской танковой армии. С сентября 1946 по февраль 1947 года заместитель командира 7-й гвардейской танковой дивизии 3-й гвардейской танковой армии. С февраля 1947 года заместитель, а с октября 1948 по октябрь 1949 года — командир 7-го гвардейского кадрированного танкового полка 3-й гвардейской отдельной кадрированной танковой дивизии. Звание “генерал-майор танковых войск” присвоено 11 мая 1949 года.
С октября 1949 по декабрь 1957 года начальник Орловского танкового училища имени М. В. Фрунзе в Ульяновске (Приволжский ВО). С декабря 1957 по февраль 1959 года начальник 2-го Ульяновского танкового училища имени М. В. Фрунзе (Приволжский ВО, Ульяновск).
28 февраля 1959 года уволен из кадров Советской Армии в запас (по болезни, с правом ношения военной формы). 31 декабря 1964 года был снят с воинского учёта по возрасту.
Умер от фронтовых ран 4 апреля 1981 года. Похоронен на Северном (Ишеевском) кладбище Ульяновска.

## Награды
- Орден Ленина (21.02.1945)[6],
- Орден Красного Знамени (30.08.1944)[7]
- Орден Красного Знамени (17.01.1945[8]
- Орден Красного Знамени (03.11.1944)[6]
- Орден Красного Знамени (20.06.1949)[6]
- Орден Суворова II степени (31.05.1945)[9]
- Орден Красной Звезды (28.10.1967)[10]
- Орден Трудового Красного Знамени Туркменской ССР (05.11.1931)[11]
- Орден Республики (Тува)[12]
- Медаль «XX лет РККА» (1938)
- Медаль «В ознаменование 100-летия со дня рождения Владимира Ильича Ленина» (06.04.1970)
- Медаль «За победу над Германией в Великой Отечественной войне 1941—1945 гг.» (1945)
- Юбилейная медаль «Двадцать лет Победы в Великой Отечественной войне 1941—1945 гг.» (7 мая 1965[13])
- Юбилейная медаль «Тридцать лет Победы в Великой Отечественной войне 1941—1945 гг.»[14]
- Медаль «За взятие Берлина» (1945);
- Медаль «За освобождение Праги» (1945);
- Медаль «Ветеран Вооружённых Сил СССР» (1976);
- Юбилейная медаль «30 лет Советской Армии и Флота» (1948);
- Юбилейная медаль «40 лет Вооружённых Сил СССР» (1958);
- Юбилейная медаль «50 лет Вооружённых Сил СССР» (1968);
- Юбилейная медаль «60 лет Вооружённых Сил СССР» (1978).

- Иностранные награды, в том числе:
  - Военный крест (ЧССР,10.06.1945)
  - Рыцарский крест ордена Воинской доблести (ПНР, июнь 1945)
  - Медаль «Победы и Свободы» (ПНР)
  - Медаль «За Одру, Нису и Балтику» (ПНР)

## Память
- На могиле генерала Северное кладбище (Ишеевское) (Ульяновск) установлен надгробный памятник[15].